# Anticlea canaliculata
Anticlea canaliculata är en fjärilsart som beskrevs av W. Warren 1896. Anticlea canaliculata ingår i släktet Anticlea och familjen mätare. Inga underarter finns listade i Catalogue of Life.